# Luz María Doria
Luz María Doria (Cartagena, Colombia, 10 de julio de 1965) es la vicepresidenta y productora ejecutiva del programa matutino Despierta América de Univisión. Desde el 2022 es productora ejecutiva del programa de Jorge Ramos "Algo Personal" de Vix ganador de un Premio Produ. Además es columnista semanal del periódico La Opinión y escritora de cinco libros La mujer de mis sueños, Tu Momento Estelar , El Arte de No Quedarte con las Ganas, La Mujer de Mis sueños 100 ideas de agradecimiento y superación y ¿Cuánto te pesa lo que te pasa?. Es la creadora de Charlas con Luz en YouTube y ganadora de dos premios Emmys.

## Biografía
Estudió comunicaciones en la Universidad Barry de Miami Shores, Florida, donde egresó en 1986 e inició sus prácticas de corresponsal en el periódico El Universal de Cartagena, Colombia. En ese mismo año comenzó a trabajar en Editorial América —hoy Editorial Televisa— como reportera de las revistas Cosmopolitan y TV y Novelas USA bajo la dirección de Cristina Saralegui.
Desde 1991 y hasta 2011 fue directora de la revista Cristina y, en 1998, fue editora del libro Confidencias de una rubia de Cristina Saralegui.
En enero de 2002 se unió a Telefutura —ahora UniMás— como productora ejecutiva del programa Escándalo TV y también fue escogida para formar parte del programa La Tijera como productora ejecutiva hasta enero de 2012. En 2009 fue nombrada directora de entretenimiento de Telefutura.
El 30 de enero de 2012 se unió a Despierta América como productora ejecutiva y, en septiembre de 2013, fue nombrada vicepresidenta de Univisión. En agosto de 2014 fue la portada de la revista Negocios Magazine. En marzo de 2015 fue anunciada como una de las colaboradoras de la revista Siempre Mujer hasta el día de su última edición de noviembre del 2016. Fue parte del Women Leadership Council de Univisión donde está a cargo de la división de Miami.
El 30 de junio de 2016 fue invitada al programa Cala de Ismael Cala en CNN en Español en su último programa en vivo donde lanzó su libro La mujer de mis sueños siendo esta su primera entrevista en televisión.

## Reconocimientos
En 2001, el periódico El Tiempo, la nombró como una de las periodistas más exitosas. En 2014, 2015 y 2016 fue nominada a un Emmy como productora de Despierta América. El 13 de marzo fue nombrada Mujer del año 2015 por W.O.W. (Women Of the World). en reconocimiento a su trayectoria en el mundo de las comunicaciones. 
En marzo de 2024 fue parte de la lista de las 25 mujeres más poderosas en People en Español siendo esta su tercera vez que es incluida en la lista.